# Église Notre-Dame de Quinéville
Pour les articles homonymes, voir Église Notre-Dame.
L'église Notre-Dame de Quinéville est un édifice catholique qui se dresse sur le territoire de la commune française de Quinéville, dans le département de la Manche, en région Normandie.
L'église est inscrite au titre des monuments historiques.

## Localisation
L'église Notre-Dame est située dans le petit bourg de Quinéville, dans le département français de la Manche.

## Description
L'originalité de l'édifice est la coexistence des deux clochers des deux principales époques de construction. Le clocher roman conservé au flanc de l'édifice moderne et au nord le clocher de l'église bâtie au XIXe siècle. À l'origine le clocher roman s'élevait au-dessus de la travée séparant la nef du chœur. Il se compose d'une partie aveugle surmontée d'une corniche taillée en dents-de-scie et sur ses quatre faces de baies géminées, le tout coiffé en bâtière.

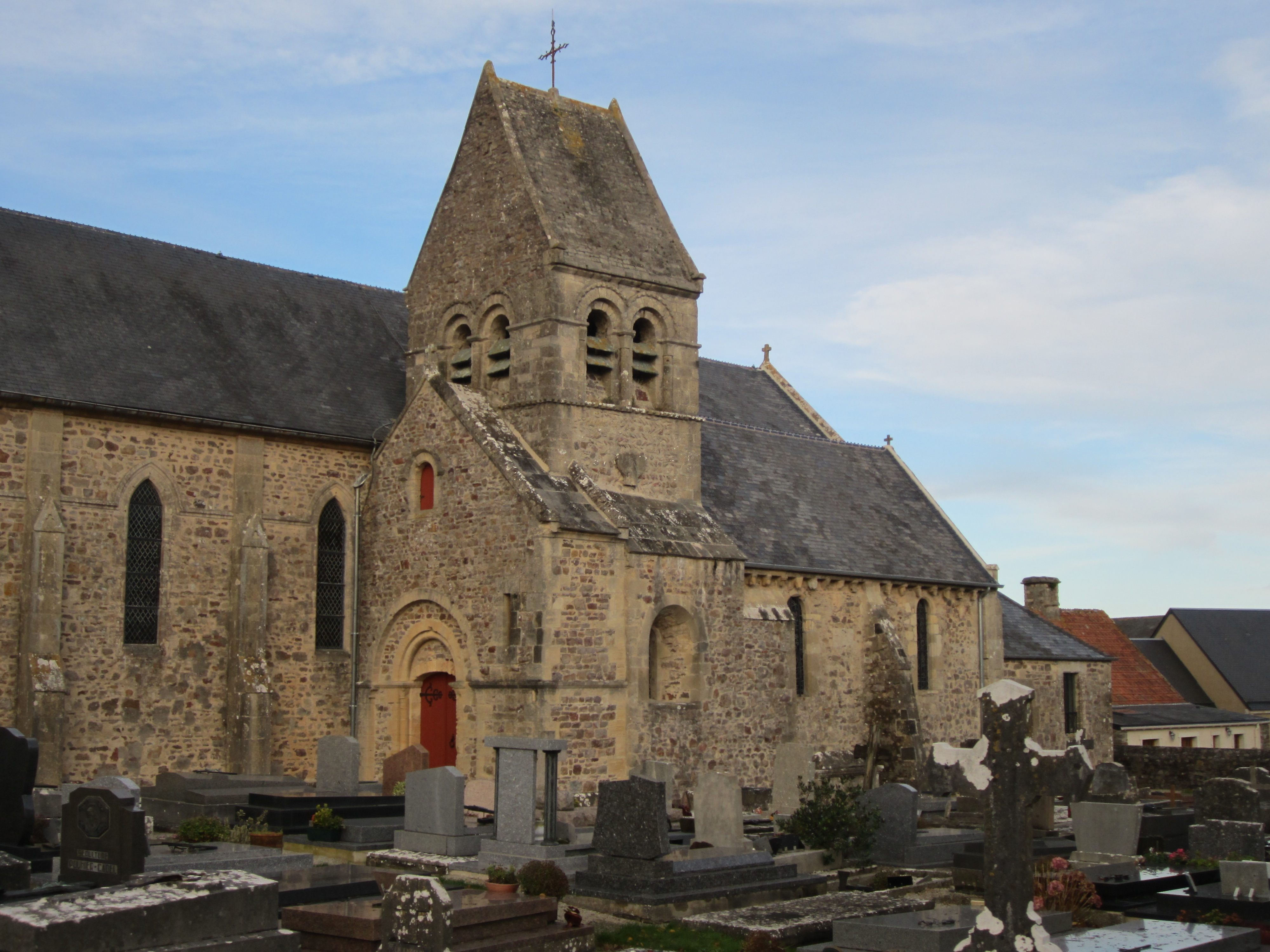
Le clocher roman coiffé en bâtière.
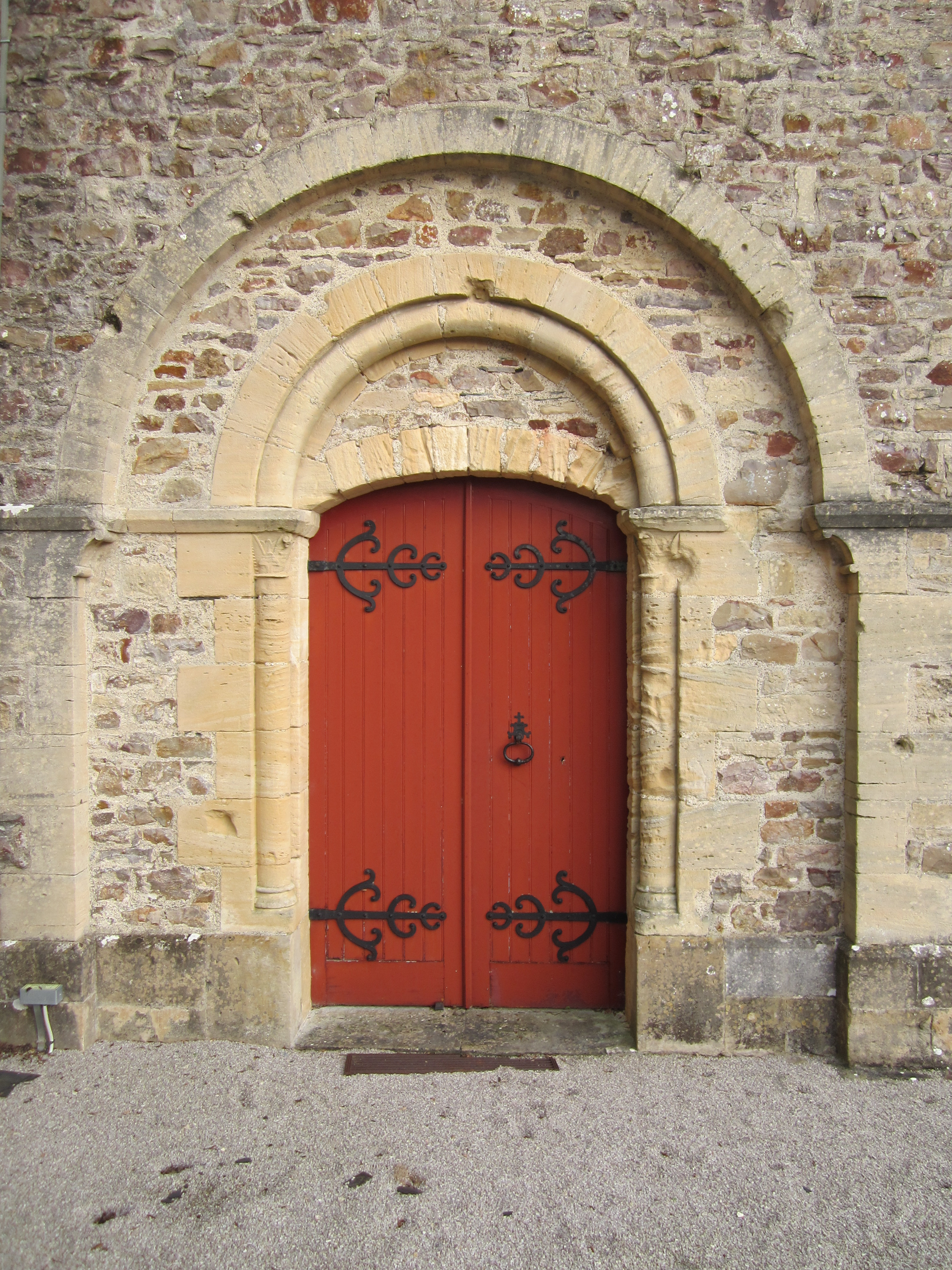
Le portail roman de l'ancien clocher.

## Protection
L'église est inscrite au titre des monuments historiques par arrêté du 9 juillet 1927.

## Mobilier
L'église abrite une verrière du XXe siècle signée Gaudin, un cadran solaire et des fonts baptismaux du XVe siècle.